# 陶樂蒂
陶樂蒂（？—），中華民國繪本作家，繪本文字作家。著有《給你咬一口》、《媽媽，打勾勾》、《好癢！好癢！》等書。陶樂蒂之夫黃郁欽也是繪本作家，夫妻常常一同出席各種繪本教學活動，教授繪本方面的知識。

## 經歷
- 2014年陶樂蒂與何華仁、陳玉金、李明足、祝建太、邱承宗、孫心瑜、黃郁欽、陳維霖等作家一起擔任由宜蘭縣政府文化局舉辦的蘭陽繪本創作營講師。[4]
- 2021年，陶樂蒂與黃郁欽、周見信、曹俊彥、童嘉、陳致元、邱承宗一起在臺中市立圖書館舉辦講座[5]。

## 作品
- 《給你咬一口》
- 《花狗》
- 《我沒有哭》
- 《媽媽，打勾勾》
- 《睡覺囉！》
- 《誕生樹》
- 《好癢！好癢！》

## 得獎
- 第九屆陳國政兒童文學獎圖畫書類首獎
- 第十四屆信誼基金會幼兒文學獎佳作獎
- 好書大家讀年度最佳兒童讀物獎

## 相關
- 【圖畫書俱樂部】成員